# Kafarnaum – A remény útja
A Kafarnaum – A remény útja (eredeti címe: Capharnaüm, arab címe: كفرناحوم) egy 2018-ban bemutatott libanoni-francia-amerikai-ciprusi-katari koprodukcióban készült filmdráma, melyet Nadine Labaki libanoni filmrendező írt és rendezett. 
A film világpremierje a 2018-as cannes-i fesztivál versenyprogramjában volt, ahol három díjat nyert el: a zsűri díját, az ökumenikus zsűri díját, valamint az újonnan alapított polgárjogi elismerést, a polgárság díját. Számos más fesztiváljelölés és -díj mellett 2019-ben Oscar-díjra jelölték a legjobb idegen nyelvű film kategóriában.

## Cselekménye
Zain Al-Hadzs 12 éves, Bejrút nyomornegyedében élő, családjával a szíriai polgárháború elől menekült fiút elítélte a bíróság, mert megkéselt egy embert, akit ő egyszerűen csak „kurafinak” nevez. Sem a fiú, sem szülei nem tudják megmondani pontosan, mikor született. Az öt évre ítélt Zain úgy dönt, pert kezdeményez szüleivel szemben. Amikor a bíró megkérdezi, hogy miért akarja perelni őket, Zain röviden azt válaszolja: „Mert megszülettem”. Eközben a libanoni hatóságok eljárást indítanak illegális munkát végző bevándorlók egy csoportja, köztük egy Rahil nevű fiatal etióp nő ellen.
A történet ezután több hónapot ugrik vissza az időben, mielőtt Zain letartóztatták. A sokgyermekes család feje nem dolgozik, a gyerekek úgy szereznek élelmet, ahogy tudnak. Zain hamisított receptekkel több gyógyszertárból vásárol Tramadol tablettákat, amiket aztán a fiú és nővére, Szahár porrá zúznak, majd rongyokba áztatva adják el drogosoknak. Emellett Zain árukihordóként dolgozik Asszadnak, a helyi kisboltosnak, s csemegét árul az utcasarkon.
Egy reggel Zain meglátja, hogy Szahár menstruálni kezdett. Tanulva a már nem velük élő nővére esetéből, segít elrejteni neki a nyomokat, nehogy szülei felfedezzék, hogy nővé érett és hozzáadják Asszadhoz. A két gyerek azt tervezi, hogy megszöknek, és másutt kezdenek új életet. Zain félelme nem volt alaptalan: Szahárt erőszakkal férjhez adják Asszadhoz, mielőtt még elmenekülhettek volna. Dühös lesz szüleire, elszökik otthonról. Felszáll egy buszra, ahol összeismerkedik egy Pókember jelmezbe öltözött, magát „Csótányembernek” nevező idős férfivel, aki egy lepusztult vidámparknál száll le a buszról. A fiú követi, s a nap hátralévő részét a parkban tölti. Az óriáskeréken ülve éri a gyönyörű naplemente. Belegondolva nyomorúságos helyzetébe, Zain elsírja magát. Később találkozik a parkot takarító etióp származású Rahillal, aki megszánja a fiút. Hagyja, hogy Zain vele lakjon bádogkunyhójában, cserébe a fiú vigyáz a dokumentumokkal nem rendelkező kisfiára, amíg ő dolgozik.
Rahil hamis bevándorlási okmányai lejárnak, de nincs elég pénzük ahhoz, hogy új dokumentumokat vegyen az okmánykészítő Aszprótól. Aszpro felajánlja, hogy ingyen elkészíti a papírokat, ha gyermekét, Jonászt nekiadja, hogy örökbe adhassa. Rahil visszautasítja Aszpro ajánlatát, noha tudja, hogy megfelelő papírok nélküli Jonász soha sem járhat iskolába és nem vállalhat legálisan munkát. Lejárt iratai miatt Rahilt letartóztatják a libanoni hatóságok. Mivel nem tér vissza a kunyhóba, Zain megijed; pár nap után azt gondolja, hogy Rahil ugyanúgy magára hagyta Jonászt, mint saját szülei Szahárt. Zain úgy bánik az etióp kisgyerekkel, mintha saját testvére lenne, akiért felelősséggel tartozik, s hogy éhen ne haljanak, újra el kezdi árulni a Tramadolt.
Egy nap a szúkban Zain összetalálkozik egy Majszún nevű fiatal lánnyal. Ő szíriai menekült és állítása szerint Aszpro eljuttatja őt Svédországba. Zain megkéri Aszprót, őt is segítse eljutni oda, amit Aszpro el is vállal, amennyiben Zain nekiadja Jonászt. Zain előbb megtagadja a kérést, azonban kilátástalan helyzetük miatt végül vonakodva ugyan, de beleegyezik. Aszpro azt kéri, hogy hozzon valamilyen személyazonosító okmányt a menekült státuszhoz. A fiú visszatér szüleihez, akiktől megtudja: semmiféle okmánya nincs, annak idején nem tartották fontosnak anyakönyveztetni. Ezt követően kitagadják, s kirúgják a házból, ám előtte elárulják neki, hogy Szahár nemrég meghalt, miután Asszad megpróbálta teherbe ejteni. Zain dühében ellop egy kést és leszúrja Asszadot. Letartóztatják és elítélik.
A börtönben Zain megtudja, hogy anyja, Szuad ismét terhes, és azt tervezi, hogy a kicsinek ugyancsak a Szahár nevet adja. Felháborodva azon, hogy anyja nem érez bűntudatot lánya halála miatt, kapcsolatba lép a médiával és elmondja, belefáradt abba, hogy szülei elhanyagolják gyermekeiket és azt tervezi, bepereli őket, mert továbbra is gyerekeket hoznak világra, holott nem tudnak gondoskodni róluk. Zain elmondja azt is, hogy Aszpro illegálisan fogad örökbe gyerekeket, akikkel rosszul bánik. Aszpro házában házkutatást tartanak, a gyerekek kiszabadulnak, s újra találkozhatnak szüleikkel, így Jonász is Rahillal.
A történet végén Zain igazolványképet készíttet. A fotós kérésére, bár nem könnyen, végül is elmosolyogja magát...

## Szereposztás
- Zain al-Rafeea – Zain Al-Hadzs, az utcagyerek
- Yordanos Shiferaw – Rahil, illegális etióp bevándorló, Jonász anyja
- Boluwatife Treasure Bankole – Jonász, Rahil kisgyermeke
- Fadi Kamel Yousef – Szelim, Zain apja
- Kawtar al Haddad – Szuad, Zain anyja
- Haita 'Cedra' Izzam – Szahár, Zain huga
- Alaa Chouchnieh – Aszpro, a kereskedő
- Nour el Husseini – Asszad
- Nadine Labaki – Nadine, az ügyvédnő
- Elias Khoury – a bíró
- Joseph Jimbazian – Harút, a „Csótányember”
- Farah Hasno – Majszún
- Samira Chalhoub – Dád
- Joe Maalouf – tévébemondó
- Alexandre Youakim – doktor

## A film

### Alapötlete
Nadine Labaki a film elkészítésével a pár évtizede még a „Közel-Kelet Svájcának” számító Bejrút és a nagyobb városok nyomornegyedeinek súlyos helyzetét szerette volna reflektorfénybe állítani. Meggyőződése szerint a mozi, ha közvetlenül nem is változtatja meg a dolgokat, de legalább vitát provokál, töprengésre késztet. A hosszas kutatómunka és helyszínkeresés során sok helyen – tranzitzónában, kiskorúak börtönében, alapítványoknál, segélyszervezetnél – találkoztak háború sújtotta övezetből menekült gyerekekkel. Amikor megkérdezték tőlük, boldogok-e, a gyerekek rendre nemmel válaszoltak. Joggal adódott az alapötletet adó a kérdés: miért születtek meg, ha nem ismerhetik a boldogságot?
Maga a cím – Kafarnaum – az arabban és a franciában is összevisszaságot, zagyvaságot jelent – utalva a bibliai városra, amelyet Jézus, mert nem tartottak bűnbánatot, megátkozott és emiatt a káosz szinonimájává vált. Mielőtt a rendezőnő hozzákezdett volna a forgatókönyv megírásához, férje azt javasolta neki, hogy írja fel papírdarabokra és rakja ki a nagy asztalra az érintendő témákat, hogy jobban áttekinthesse az egészet. Amikor azonban Labaki hátrébb lépett, látta a témák kuszaságát, s mondta is férjének: ez a film valóságos kafarnaum lesz!

### Szereplők kiválasztása
A rendezőnő az előző, És most merre? című filmjéhez hasonlóan nem hivatásos színészeket, hanem amatőr szereplőket választott filmjéhez, akik hasonló társadalmi helyzetben vannak, mint a szereplők. A 12 éves Zain Al-Rafeea a szíriai polgárháború elől menekült Libanonba 7 éves korában. Játékát tekintve igazi tehetség, valóságos felfedezésnek számít; a L’Orient-Le Jour libanoni napilap szerzője odáig megy, hogy játékát Jean-Pierre Léaudéval hasonlítja  össze François Truffaut Négyszáz csapás című filmjében. Az etiópiai anyát alakító nő, Yordanos Shifera maga is hivatalos okmányok nélküli bevándorló, akit a hatóságok a forgatás alatt is letartóztattak, majd elengedtek, hasonlóan filmbeli szerepéhez. Labaki eleve „papír nélkülisége” miatt választotta ki a színésznőt, keverve ezzel a valóságot és a fikciót.

## Fogadtatása
A 2018-as cannes-i fesztiválon történt bemutatója után a nézőközönség felállva mintegy negyedórán keresztül tapsolt; többen könnyeztek. A vetítés végén a zsűri elnökasszonya, Cate Blanchett különösen megindultnak látszott, csendben sirdogált.
A sajtó – több neves kritikus is – dicsérte Bejrút nyomornegyedei elfeledettjeről festett tabló erejét és romantikus töltetét. A Le Monde kritikusa óhatatlanul összehasonlítja a kiskamasz és a még járni nem tudó kisgyermek kapcsolatát és éhhalál elleni küzdelmét A nyomorultak  a romlatlan, tiszta és szabad párizsi csibészével, Gavroche-séval és az általa befogadott két kisgyermekével. Labaki Victor Hugohoz hasonlóan a szegénységet ábrázolja és azoknak az emberségét, akiket sújt; szándéka az, hogy a fikció útján tegye a szegényeket emberivé.
Mások Luis Buñuel 1950-ben Mexikóban készített szürreális alkotásához, Az elhagyottak című drámájához hasonlították, illetve a neorealizmus hatását látták Bejrút bádogvárosának hosszú jelenetsorokkal történt leírásában, ahol Labaki a fiú és a baba vándorlását hátborzongató aprólékossággal, rendkívül jól filmezte, ám túlságosan is melodramatikusan írta le. A Libération kritikusa a maga részéről sajnálja, hogy a film, amely durván ábrázolja a bejrúti utcagyerekek sorsát, nem elemzi a karakterek szenvedésének okait, megfosztva az embert minden lehetőségtől, hogy akár csak egy pillanatra is meglássa e bajok eredetét. A Silence Motor Action kritikusa szerint megrendít bennünket ennek a gyermeknek a bátorsága, elszántsága és küzdeni akarása, az, hogy soha se adja fel; a film François Truffaut Négyszáz csapás és A vad gyerek című alkotásaira emlékeztet nagy nyerseséggel, de ugyanazokkal a problémákkal: a szeretet, a másokkal, az idegenekkel és a társadalom normáival való kapcsolat hiányával.
A filmet 2018-ban a cannes-i fesztivál versenyszekciójában mutatták be, ahol a zsűri díja mellett két további díjat sepert be, majd számos fesztiválszereplés után 2019-ben jelölték Oscar-díjra, Golden Globe-díjra, César-díjra és BAFTA-díjra.
Magyarországon 2019. február 7-én mutatták be. A film cannes-i szereplése, illetve a hazai bemutatása kapcsán készült magyar kritika egyaránt dicsérő szavakkal illette. A Filmtekercs kritikusa szerint a film a per miatt válik értékessé, mivel éppen a fiú vádja emeli ki, tölti meg többlettartalommal a történet során felvett számos apró, ám nyomasztó elemet. „A Kafarnaum – A remény útjának egyszerűen annyira jó a kérdésfelvetése, hogy az még a nyomor látványának kiszipolyozását is kompenzálja”.  Kovács Bálint, a Cinematrix kritikusa gy véli: a film „Móricz Zsigmond Árvácskájának libanoni, huszonegyedik századi verziója”. A Filmsomnia kritikusa kiemeli a szereplők közül Zain al-Rafeea alakítását, akinek „az értelem állandóan jelen van tekintetében ... leleményes, intelligens és jószívű, és minden erényét próbára teszik azok az akadályok, amelyekkel szembesül. Lelkiismeretével viaskodva küzd az életben maradásért, és mindent meg akar tenni szeretteiért – az ifjú színész pedig tökéletes választás volt erre.”
A hazai kiemelkedő kritikát ugyanakkor nem egészen tükrözték vissza a nézettségi adatok: az artmozik 2019. I. negyedévi 25-ös toplistáján a film a 15. helyet foglalta el.

## Fontosabb díjak és jelölések
Oscar-díj (2019)
- jelölés: legjobb idegen nyelvű film

Golden Globe-díj (2019)
- jelölés: legjobb idegen nyelvű film

César-díj (2019)
- jelölés: legjobb külföldi film

BAFTA-díj (2019)
- jelölés: legjobb nem angol nyelvű film

Cannes-i fesztivál (2018)
- jelölés: Arany Pálma
- díj: a zsűri díja
- díj: ökumenikus zsűri díja
- díj: a polgárság díja

Egyéb díjak
- 2018 : Antalyai Arany Narancs Filmfesztivál – ifjúsági zsűri filmdíja; legjobb színész (Zain Al Rafeea)
- 2018 : Asia Pacific Screen Awards – legjobb rendezés (Nadine Labaki)
- 2018 : Calgary-i Nemzetközi Filmfesztivál – közönségdíj; filmkedvelők díja
- 2018 : Genti Nemzetközi Filmfesztivál – közönségdíj
- 2018 : Melbourne-i Nemzetközi Filmfesztivál – közönségdíj
- 2018 : Norvég Nemzetközi Filmfesztivál – legjobb film
- 2018 : São Paulói Nemzetközi Filmfesztivál – közönségdíj
- 2018 : Stockholmi Filmfesztivál – legjobb forgatókönyv
- 2018 : Szarajevói Nemzetközi Filmfesztivál – legjobb játékfilm
- 2018 : St. Louisi Nemzetközi Filmfesztivál – TV5MONDE-díj a legjobb nemzetközi filmnek
- 2018 : Akádiai Nemzetközi Frankofón Filmfesztivál – legjobb játékfilm; közönségdíj
- 2019 : FEST Nemzetközi Filmfesztivál – FEDEORA zsűri díja; szerb FIPRESCI-díj; legjobb rendező (Nadine Labaki); legjobb kezdő színész (Zain Al Rafeea)
- 2019 : Fiatal Művész díjak – kiugró teljesítményért díj (Zain Al Rafeea); humanitárius díj (Nadine Labaki)
- 2019 : Filmművészet a Békéért díj – Az év legértékesebb filmje
- 2019 : Libanoni Filmdíj – legjobb játékfilm; legjobb filmrendező (Nadine Labaki); legjobb operatőr (Christopher Aoun); legjobb szereposztás
- 2019 : Német Kamera-díj – legjobb játékfilm
- 2019 : Rotterdami Nemzetközi Filmfesztivál – közönségdíj
- 2019 : Vilniusi Nemzetközi Filmfesztivál – közönségdíj

## Fordítás
- Ez a szócikk részben vagy egészben  a   Capharnaüm (film) című francia Wikipédia-szócikk ezen változatának fordításán alapul.  Az eredeti cikk szerkesztőit annak laptörténete sorolja fel. Ez a jelzés csupán a megfogalmazás eredetét és a szerzői jogokat jelzi, nem szolgál a cikkben szereplő információk forrásmegjelöléseként.
- Ez a szócikk részben vagy egészben  a   Capernaum (film) című angol Wikipédia-szócikk ezen változatának fordításán alapul.  Az eredeti cikk szerkesztőit annak laptörténete sorolja fel. Ez a jelzés csupán a megfogalmazás eredetét és a szerzői jogokat jelzi, nem szolgál a cikkben szereplő információk forrásmegjelöléseként.